# Sclerurus scansor
El tirahojas ogarití o raspahojas común (en Argentina y Paraguay) (Sclerurus scansor), es una especie de ave paseriforme perteneciente al género Sclerurus de la familia Furnariidae. Es nativo de Sudamérica.

## Distribución y hábitat
Se distribuye en el este y sur de Brasil, el sur de Paraguay y el extremo nororiental de Argentina, con una población aislada en el noreste de Brasil.
Esta especie es considerada poco común en su hábitat natural, el suelo o cerca de él, en el interior de las selvas húmedas tropicales y subtropicales y los bosques montanos hasta los 1500 m de altitud.

## Descripción
El tirahojas ogarití mide entre 17,5 y 20 cm de longitud y pesa entre 30 y 41 g. Su plumaje es de color pardo oscuro por arriba, con la rabadilla rufo castaño y la cola negruzca; el pecho es de color castaño rojizo y la garganta es de color blanquecino, veteada en oscuro en las poblaciones del sur pero no en las del norte; por abajo es pardo grisáceo. Su pico es de color oscuro y con la punta ligeramente curvada. Ambos sexos tienen un aspecto similar.

## Sistemática

### Descripción original
La especie S. scansor  fue descrita por primera vez por el naturalista francés Édouard Ménétries en 1835 bajo el nombre científico Oxypyga scansor; localidad tipo «Rio de Janeiro y Minas Gerais, Brasil».

### Etimología
El nombre genérico masculino «Sclerurus» deriva del griego «sklēros»: rígido, y «oura»: cola; significando «de cola rígida»; y el nombre de la especie «scansor», proviene del latín «scansor, scansores»: trepador, buscador.

### Taxonomía
La subespecie Sclerurus scansor cearensis, aislada en el noreste brasileño, es tratada como especie separada por Aves del Mundo (HBW) y Birdlife International (BLI) con base en diferencias morfológicas y de vocalización, y con soporte de análisis genéticos de D'Horta et al. (2013); el Comité Brasileño de Registros Ornitológicos (CBRO) también sigue esta separación.
En las clasificaciones tradicionales, la presente especie era colocada próxima a Sclerurus caudacutus con base en la similitud del patrón de plumaje de la garganta; sin embargo, otros detalles del plumaje y la biogeografía sugieren que es hermana de S. albigularis, esta conclusión con soporte de análisis filogenéticos recientes.

### Subespecies
Según la clasificación del Congreso Ornitológico Internacional (IOC) y Clements Checklist v.2018, se reconocen dos subespecies, con su correspondiente distribución geográfica:
- Sclerurus scansor scansor (Ménétries, 1835) – centro, centro este y sureste de Brasil (Mato Grosso, Goiás y Minas Gerais hacia el sur hasta Rio Grande do Sul), este de Paraguay y noreste de Argentina (Misiones).
- Sclerurus scansor cearensis Snethlage, 1924 – noreste de Brasil (Ceará hacia el sur hasta el norte de Bahia).